# Pohřebiště norských panovníků

Znak moderního Norského království

Toto je seznam pohřebišť norských panovníků. Norsko bylo nezávislé království již ve středověku, poté v letech 1380 až 1905 v personální unii Dánskem resp. Švédskem (Kalmarská unie). Moderní norští králové jsou pohřbíváni v pevnosti Akershus v Oslo.
| Jméno                                   | Doba života | Místo pohřbení                     |
| --------------------------------------- | ----------- | ---------------------------------- |
| král Karel XIII.                        | 1748–1818   | Riddarholmský kostel ve Stockholmu |
| Hedvika Šlesvicko-Holštýnsko-Gottorpská | 1759–1818   | Riddarholmský kostel ve Stockholmu |
| král Karel XIV. Jan                     | 1764–1844   | Riddarholmský kostel ve Stockholmu |
| Désirée Clary                           | 1777–1860   | Riddarholmský kostel ve Stockholmu |
| král Oskar I.                           | 1799–1859   | Riddarholmský kostel ve Stockholmu |
| Joséphine de Beauharnais                | 1807–1876   | Riddarholmský kostel ve Stockholmu |
| král Karel XV.                          | 1826–1872   | Riddarholmský kostel ve Stockholmu |
| Luisa Oranžsko-Nasavská                 | 1828–1871   | Riddarholmský kostel ve Stockholmu |
| král Oskar II.                          | 1829–1907   | Riddarholmský kostel ve Stockholmu |
| Žofie Nasavská                          | 1836–1913   | Riddarholmský kostel ve Stockholmu |
| král Håkon VII.                         | 1872–1957   | pevnost Akershus v Oslo            |
| Maud z Walesu                           | 1869–1938   | pevnost Akershus v Oslo            |
| král Olav V.                            | 1903–1991   | pevnost Akershus v Oslo            |
| Marta Švédská                           | 1901–1954   | pevnost Akershus v Oslo            |